# Wohnungsbau

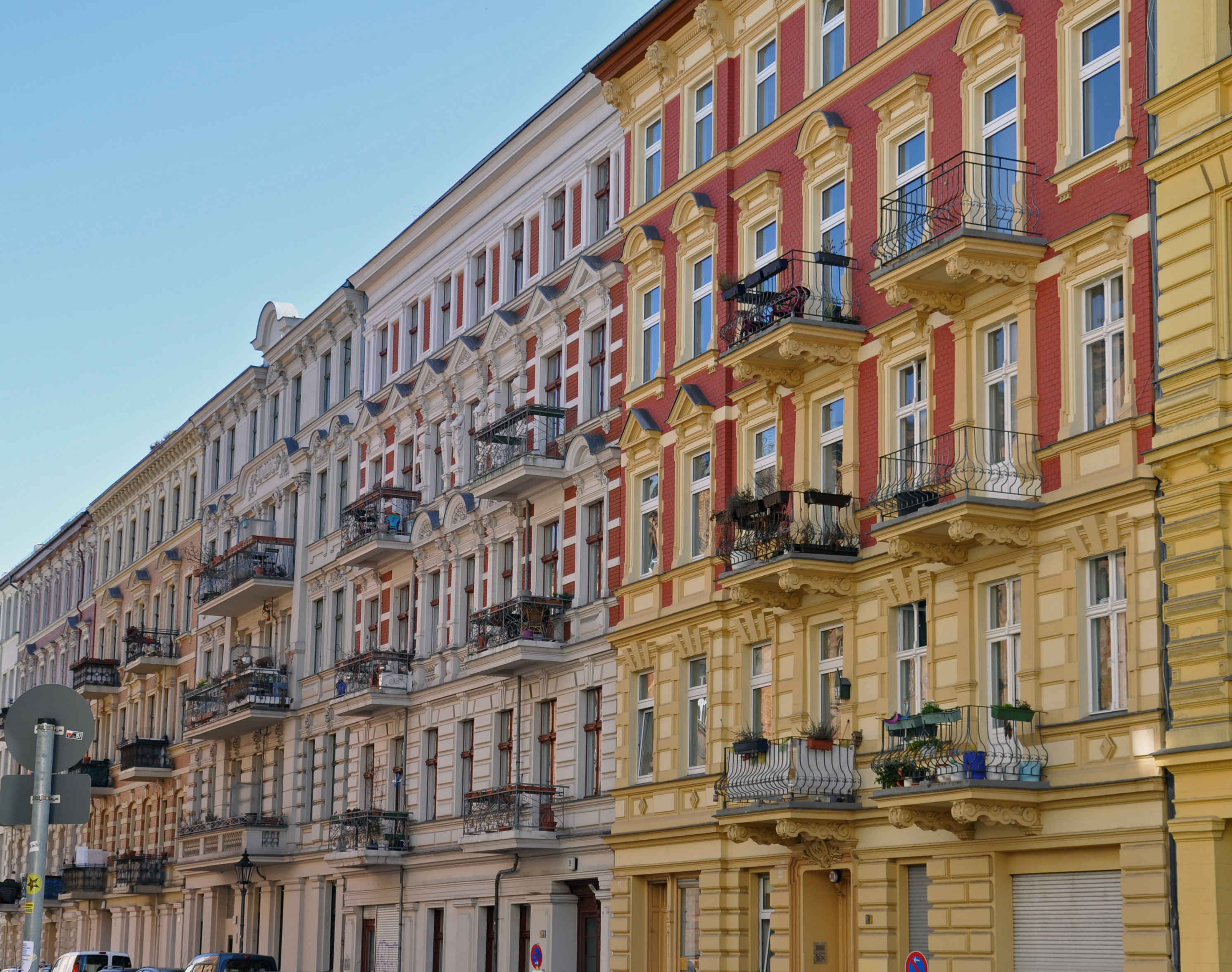
Gründerzeitfassaden in Berlin-Kreuzberg

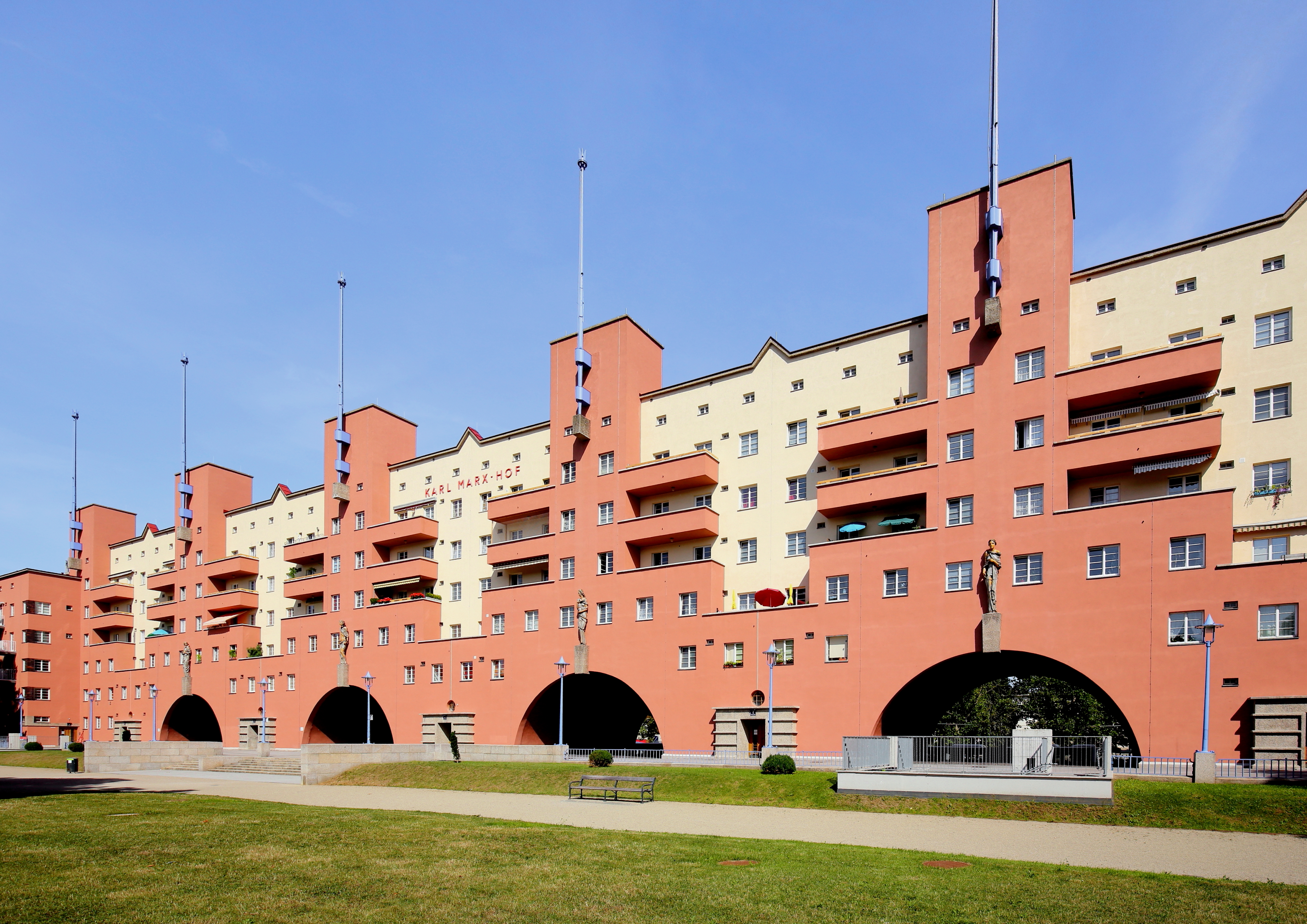
Mitteltrakt des Karl-Marx-Hofs in Wien-Döbling von Karl Ehn (1927–33)

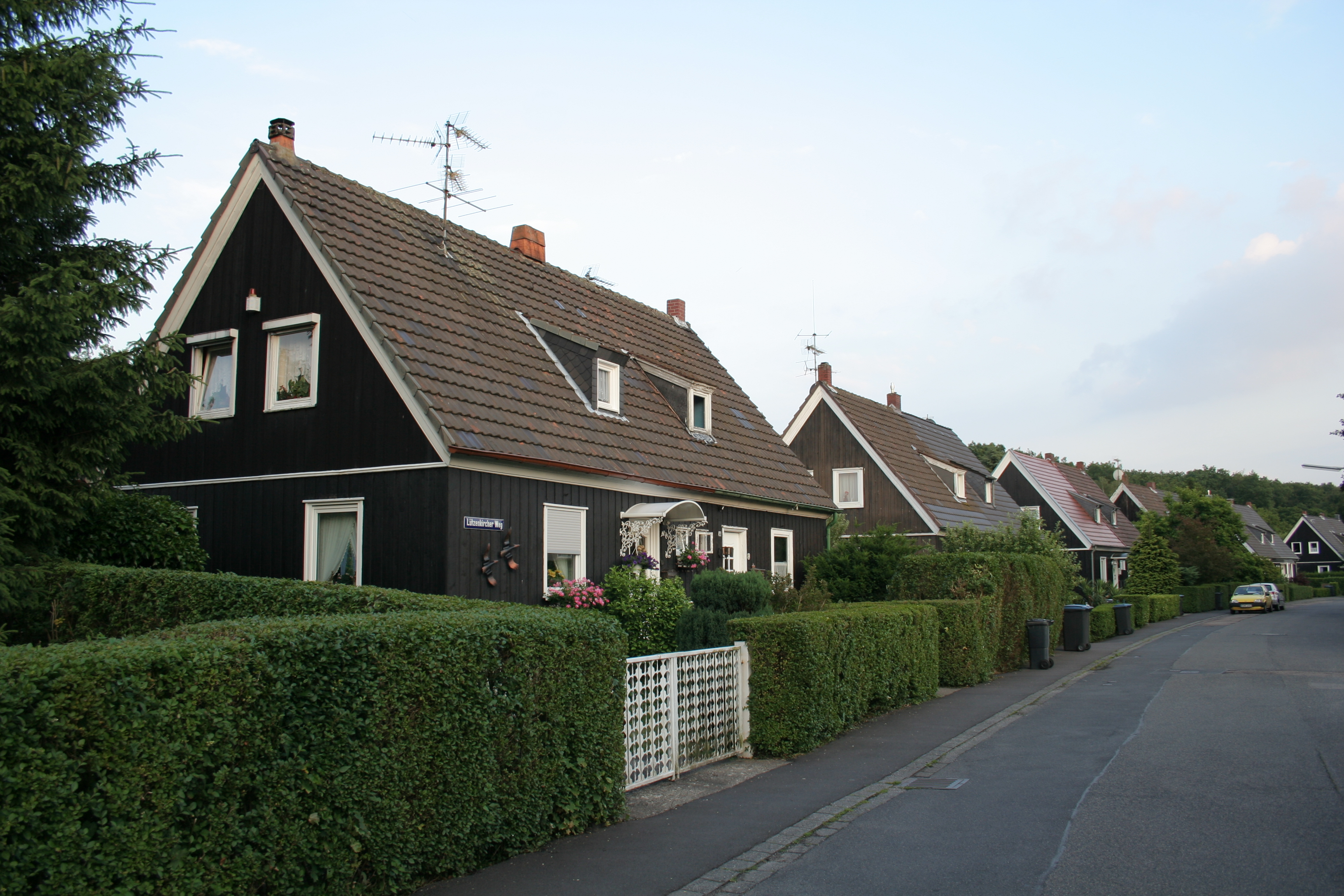
Holzgfertighäuser Finnensiedlung in Köln-Höhenhaus (1942)

Der Begriff Wohnungsbau (nahezu synonym: Wohnungsproduktion) bezeichnet den Bau von Gebäuden oder ganzen Siedlungen, die vornehmlich dem Wohnen dienen. Wohnungsbau beeinflusst das Stadtbild, die Siedlungsdichte, die Stadtentwicklung, Verkehrsströme und den Wohnungsmarkt. Wohnungsbau kann privat oder von der öffentlichen Hand initiiert sein.
In vielen Staaten dominieren bis heute Bauten, in denen unter einem Dach gewohnt und gearbeitet wird. Im Zuge der Industrialisierung wuchs die Bevölkerung – insbesondere in den Städten – stark an. Vielerorts wurden neue Häuser oder ganze Straßenzüge mit Häusern neu gebaut. Miethäuser gelten teilweise als lukrative Geldanlage; sie können auch Objekt von Spekulation sein. Nach dem Ersten Weltkrieg wurde der Wohnungsbau als soziale Aufgabe des Staates entdeckt. Es ging darum, Wohnungsnot zu beseitigen oder zu mildern und Mieten erschwinglich zu halten. Heute geht es darum, diese Bauten, die mit einfachsten oder den gerade zur Verfügung stehenden Mitteln errichtet wurden, zu sanieren.
Immer wieder gibt es unterschiedlich geartete staatliche Wohnungsbauprogramme.
Als eine Form ist der soziale Wohnungsbau zu nennen.
In Kriegszeiten kommt der Wohnungsbau oft völlig zum Erliegen. Die Ressourcen gehen dabei im Rahmen einer Kriegsökonomie in militärische Anlagen. Nach dem Ende eines Krieges besteht entsprechender Nachholbedarf, nicht zuletzt auch durch die entstandenen Zerstörungen.

## Wissenschaftliche Perspektiven
Wohnungsbau und Wohnungswirtschaft sind Betrachtungsobjekt zahlreicher Wissenschaften, z. B. Sozialgeographie, Betriebswirtschaftslehre, Volkswirtschaftslehre.
- Das Befassen mit dem Entscheidungsprozess des Bauherren kann unter besonderer Berücksichtigung des Allokationsprozesses Erklärungen für das räumliche Muster der gebauten (Wohn-)Umwelt liefern.
- Gegebenes prägt häufig Neues vor. Die gegebene Flächennutzung konkurriert stets mit alternativen Nutzungsarten. Getroffene Standortentscheidungen können revidiert werden durch Abriss, Umnutzung oder Umbau von Wohnungen. Wenn die Neubauproduktion die Zahl bzw. Fläche der Abrisse überschreitet, nimmt der Bestand an Wohnfläche oder Wohnbauten zu.
- Die Wohnungsproduktion ist ein Gegenstand der Wohnungspolitik von Gebietskörperschaften und anderen Institutionen.

„Die Wohnungswirtschaft und der Wohnungsmarkt können nicht isoliert betrachtet, sondern müssen in einem größeren Zusammenhang gesehen werden. Hierzu gehört, dass die dem Wohnungsmarkt vorgeschalteten Märkte für den Boden, die Bauwirtschaft und das (langfristige) Kapital zu beachten sind.“

## Wohnungsbau in der Statistik
Das Statistische Bundesamt erstellt für Deutschland zahlreiche Statistiken zum Bestand an Wohngebäuden und zu Wohnungen. Zeitreihen ermöglichen Zeitreihenanalysen (= Längsschnittstudien). Zum Wohnungsbau zählen alle Wohnungen – auch Wohnheime – deren Gesamtnutzfläche zu mindestens 50 % Wohnungsbedürfnissen dient. Ein Wohngebäude mit einzelnen Räumen für andere Zwecke, etwa Geschäftsräume, zählt insgesamt zum Wohnbau. Ebenso ist der Umbau oder Ausbau bisher anderweitig genutzter Gebäude oder Räume zu Wohnungen dem Wohnungsbau zugeordnet. Werden dagegen nachträglich etwa Geschäftsräume in einem Wohnkomplex eingebaut oder Wohnungen in Geschäftsräume umgebaut, so handelt es sich um einen gewerblichen Bau.
Der Wohnungsbau grenzt sich statistisch ab zum
- gewerblichen und industriellen Bau
- landwirtschaftlichen Bau
- öffentlichen Bau und zum
- Straßenbau

Das European System of Social Indicators führte zu einer Reihe von Arbeitspapieren. Im Jahr 2011 fand eine europaweite Bevölkerungs-, Gebäude- und Wohnungszählung statt.

## Wohnungsbau in der Volkswirtschaft
Wenn die Bautätigkeit in einem Land zunimmt, kann dies zu Wirtschaftswachstum auch in anderen Branchen führen. In der Vergangenheit gab es Auf- und Abschwünge in der Baubranche; Einflussfaktoren waren dabei Nachfrageentwicklung, die Entwicklung von Realzins und Nominalzins, Inflationsbefürchtungen und externe Faktoren (etwa der Fall der Berliner Mauer). Boomphasen im Bausektor können mit dem Platzen einer Immobilienblase enden und zu Kreditausfällen im Bankensektor führen. Teils produzieren Bauträger, ohne bei Baubeginn eine Wohnung verkauft zu haben; teils produzieren sie, wenn alle Wohnungen verkauft wurden (dann kann der Käufer mehr Einfluss auf Grundriss, Ausstattung und ähnliches nehmen). Einige Bauunternehmen bewerkstelligen viel mit eigenen Angestellten bzw. Arbeitern; andere beschäftigen überwiegend Subunternehmer (siehe Fertigungstiefe). Einige Gewerke bzw. Teile des Bauprozesses unterliegen Restriktionen durch Außentemperatur und Wetter.

### Der Kapitalmarkt
Bestimmen die Baukosten den Großteil der aufzubringenden Investitionssumme im Wohnungsbau, so ergibt sich durch den jeweiligen Marktzins über die resultierende Annuität die Höhe des Mietzinses. Hierbei spielt es zunächst keine Rolle, ob der Bauherr überwiegend Eigenkapital einsetzen kann, oder sich das Geld auf dem Kapitalmarkt beschaffen muss. Betrachtet man Wohnungsbau als Kapitalanlage, so konkurriert die über die Miete zu erwirtschaftende Rendite mit den marktüblichen Zinsen und wird sich – wie auch bei einer überwiegenden Fremdfinanzierung – an diesen orientieren.
Dass die Verzinsung der Baukosten den Großteil der Kostenmiete ausmacht, ist unbestritten. Kontroverse Meinungen bestehen aber darüber, wie sich ihr Anteil innerhalb des Lebenszyklus einer Wohnung entwickelt, insbesondere wenn die Hypothek abbezahlt ist. Während für den Eigentümer die Zinspflicht erlischt, muss der Mieter weiter Mietzins zahlen. Theoretisch ist kein Mieter an seine Wohnung gebunden; er ist austauschbar und erwirbt durch die Mietzahlung kein Miteigentum und in der Regel auch kein Wohnrecht. Der Mietvertrag regelt keinen Ratenkauf, sondern den Verleih von Warenkapital. Während der gesamten Lebensdauer der Wohnung zahlt der Mieter Zinsen auf das ihm geliehene Warenkapital. Für den Bauherren nimmt während der Entschuldungsfrist der Anteil des verzinslichen Eigenkapitals am Gesamtkapital zu, bis er schließlich die gesamte (Netto-)Miete als Verzinsung von Eigenkapital, nämlich der nun ganz ihm gehörenden Wohnung, verbuchen kann.
Aus dieser zentralen Bedeutung der Verzinsung innerhalb einer vorwiegend als Kapitalverwertung verstandenen Wohnungswirtschaft ergeben sich als Folgen für den Wohnungsmarkt:
- Die Entwicklung der Neubau(kosten-)miete lässt sich grob abschätzen anhand der Baukosten und Marktzinsen. Dabei wird die Intensität der Neubauproduktion im Wesentlichen davon abhängen, wie weit die jeweilige Situation auf dem Wohnungsmarkt die Deckung der Kostenmiete erwarten lässt.
- Auf die Miethöhe im Wohnungsbestand wirken sich Zinsschwankungen auf dem Kapitalmarkt zwar selten direkt über die Kostenmieten aus (in der Regel werden Hypotheken zu festgelegten Zinssätzen vergeben), jedoch können hohe Zinsen und Rückgang der Bauproduktion die Mieten ansteigen lassen.

### Der Bodenmarkt

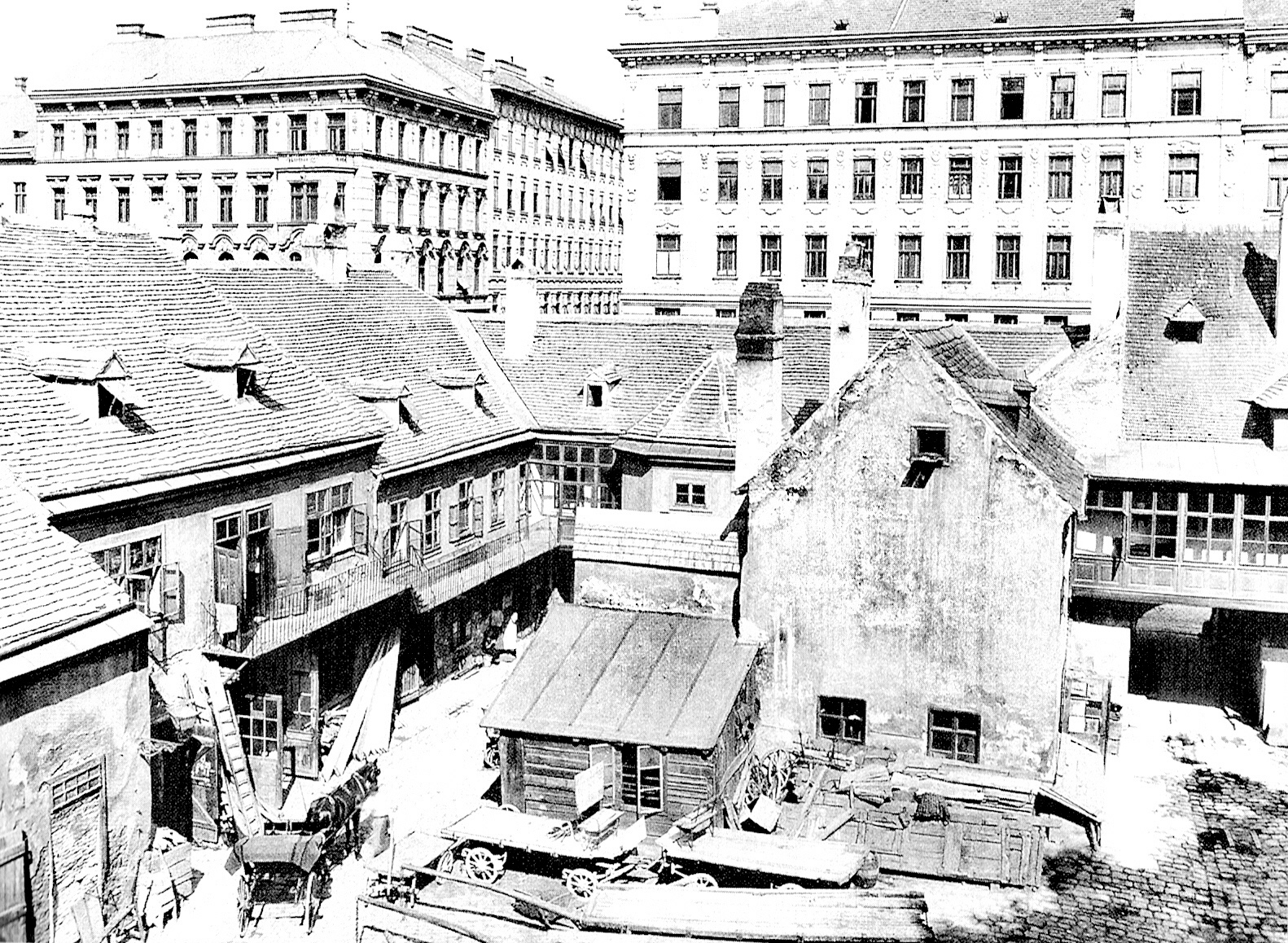
Zinshäuser (im Hintergrund) ersetzten im stark wachsenden Wien der Gründerzeit fast die gesamte dörflich geprägte Bebauung der ehemaligen Vorstädte, Bild aus der Zeit um 1900

Innerhalb der Wohnungsproduktion spielt der städtische Boden eine besondere Rolle: Er ist die Voraussetzung dafür, dass gebaut werden kann. Er ist nicht beliebig vermehrbar, in vielen Staaten gibt es ein staatlich reguliertes Baurecht, und insofern ist er begrenzt. Der Grundstückswert ist bei den einzelnen Wohnungen anteilig zu berücksichtigen, woraus sich die zu erwartende Rendite nach der Grundrententheorie berechnen lässt. Alternativen zum Kauf eines Grundstücks sind das eingetragene Wohnrecht und das Erbbaurecht. Der Bodenpreis orientiert sich nicht nur an der potenziellen Miethöhe; auch konkurrierende Nutzungsarten – zum Beispiel Wohnen, Gewerbebetrieb, Ladengeschäft – sind zu berücksichtigen.
Die Obergrenze der Grundrente ist unter der Voraussetzung eines privaten, ökonomisch rational handelnden Grundeigentümers nur durch die Zahlungsbereitschaft der potentiellen Käufer begrenzt. Aufgrund der Einzigartigkeit eines jeden Grundstücks mit seiner spezifischen Lage zerfällt der städtische Bodenmarkt; im Extremfall (wie er sich etwa im Kern von Metropolen manifestieren kann) hat jedes Grundstück seinen eigenen Markt.
Widerspruch besteht in der Literatur über die Bewertung der Grundrente und ihrer allokativen Funktion. Die Diskussion lässt sich bis etwa 1900 zurückverfolgen. Damals gab es eine Debatte über eine mögliche Bodenreform mit zwei Lagern: Auf der einen Seite standen jene, die der Grundrente und der sich aus ihr ergebenden Spekulation eine gesamtwirtschaftliche Funktion zusprachen. Stellvertretend sei hier der Nationalökonom Adolf Weber (1876–1963) zitiert:

„Die wirtschaftlichen Leistungen der Bodenspekulation bestehen in Folgendem:
1. Sie verhindert, dass der Trotz, der Eigensinn, die mangelnde geschäftliche Erfahrung der städtischen Bauern die Entwicklung der Stadt im entscheidenden Augenblicke hemmt;
2. sie nimmt einen großen Teil des Risikos der zukünftigen Entwicklung auf sich;
3. um dieses Risiko in möglichst engen Grenzen zu halten, befördert die Spekulation die Initiative zur Aufschließung und Bebauung neuen Baulandes.“

Andere bewerteten die Grundrente als „parasitär“. Sie sei nicht das Verdienst irgendeiner Leistung, vielmehr verursache die Bodenspekulation steigende Bodenpreise und Wohnungsmangel. Vertreter dieser Auffassung – darunter Adolf Damaschke (1865–1935) – setzten sich für eine Bodenreform ein und forderten, Grundeigentum zumindest in Einzelfällen zu verstaatlichen.